# Egon Schiele
  Egon Schiele    (Tulln an der Donau, 12 de juny de 1890 - Viena, 31 d'octubre de 1918) va ser un pintor austríac contemporani de Gustav Klimt.

Va ser un dels alumnes avantatjats de Gustav Klimt i juntament amb Oskar Kokoschka va ser un dels grans artistes figuratius de principi del segle xx que van conformar el que es coneix per expressionisme austríac. La seva vida va estar envoltada per una aura de misticisme: de talent molt precoç, va morir a l'edat de vint-i-vuit anys. Malgrat la seva curta vida, la seva obra és molt nombrosa: unes tres-centes quaranta pintures i dues mil vuit-centes entre aquarel·les i dibuixos. Entre la seva obra creativa figuren poemes i experiments fotogràfics. El seu particular estil el va situar entre els moviments expressionistes, especialment de la Secessió de Viena, amb una tipologia molt personal.
| « | Una de les característiques més fortes en la pintura de Schiele és la destresa i la fermesa del seu traç, el qual continuava una vegada començat sense treves, fins al final sense cap correcció posterior. Sembla que l'artista continuava amb el seu dibuix sense importar-li que el model es mogués o canviés de lloc, atès que la línia continuava el seu rumb carregant amb tota la seva dimensió emocional. | » |

Les principals obres d'Egon Schiele es conserven a Viena, distribuïdes entre l'Österreichische Galerie Belvedere i el Museu Leopold inaugurat l'any 2001, que és el que en conserva el més gran nombre d'obres.

## Biografia

### Primers anys
El seu pare, Adolf Eugen Schiele, era cap d'estació i procedia del nord d'Alemanya; la seva mare, Marie Soukoup, era originària de Krumau (actualment Český Krumlov), a Bohèmia; tenia tres germanes: Elvira, Melanie i Gertrud. El 1905 el seu pare mor i el jove Schiele és enviat a casa d'un oncle, Leopold Czihaczek, el qual després d'haver-lo temptat inútilment perquè es dediqués als ferrocarrils, descobreix el seu talent artístic, segurament per les peticions de suport sol·licitades per la mare de Schiele, per aconseguir que el tutor es fes càrrec de la manutenció durant els seus estudis a Viena. Ja en aquesta època, va començar a pintar, especialment autoretrats.

En els seus primers treballs infantils, la influència de la seva família ferroviària es fa evident en els seus dibuixos de trens i més tard, en alguns dels seus paisatges on les formes semblen sorgir d'una successió d'imatges observades a través de les finestretes d'un tren. Se sap que durant la seva estada a Viena moltes vegades prenia el tren fins a Bregenz i feia el camí de tornada amb el següent, sense haver-se'n aturat a visitar la ciutat. Estant invitat a casa del crític d'art Arthur Roessler, va tenir aquest, un dia, l'ocasió de veure una escena que va descriure així:
| « | Schiele estava assegut enmig de l'estança sobre el terra nu, fent que al seu entorn circulés un petit i graciós tren de joguina accionat per un ressort... Per molt sorprenent que fos l'escena del jove seriosament ocupat amb la joguina, molt més desconcertant encara era el fantàstic virtuosisme amb el qual aquell jugador reproduïa els múltiples tons del xiulet del vapor, els xiulets dels senyals, el sotragueig de les rodes, els cops dels rails, el grinyolar dels eixos i l'agut crit de l'acer en frenar... Resultava sorprenent tot el que Schiele estava executant. Amb allò hagués pogut actuar en qualsevol escenari de varietats. | » |

### Primera època vienesa i analogia amb Klimt
| Noia dreta amb teixit de quadres (1910, Schiele. | Judit II (Salomé) (1901), Klimt. |                                 |
| Noia dreta amb teixit de quadres (1910), Schiele | Judit II (Salomé) (1901), Klimt  | Judit II (Salomé) (1901), Klimt |

El 1906 ingressa en l'Acadèmia de Belles Arts de Viena, on va estudiar dibuix i disseny. Frustrat per l'ambient conservador i tancat, a on la disciplina impartida l'obligava a seguir uns camins acadèmics amb l'estudi de models al natural, composicions i robes «a l'antiga», el 1909, va abandonar l'acadèmia i va fundar la Neukunstgruppe junt amb alguns companys.
Va conèixer el 1907 el pintor Gustav Klimt, a qui sempre va admirar i va ser un mestre molt influent per a Schiele. D'ell va adoptar els seus principis creatius, pel que fa a accentuar el dibuix de les seves pintures amb unes línies gruixudes, especialment en la representació del cos nu. Va ser a través de Klimt com Schiele es va incorporar al nou corrent d'una comunitat artística anomenada Secessió vienesa, amb edifici propi per a exposicions realitzat per Joseph Maria Olbrich i el lema de les quals era «A cada època el seu art i a l'art la seva llibertat». Klimt va ser el pintor més destacat del grup i el primer president de la Secessió.
També Klimt li tindrà molta estima, li presentà alguns rics mecenes, cosa que li assegurarà una certa estabilitat financera com a debutant en l'escena artística vienesa. Durant una trobada entre tots dos, Schiele li va proposar a Klimt un bescanvi de dibuixos, a la qual cosa va accedir i fins i tot n'hi va comprar uns quants més. El 1908, Schiele exposa per primera vegada individualment, a la Wiener Werkstätte, fundada el 1903 per l'arquitecte Josef Hoffmann i Koloman Moser. Hi va presentar obres el fonament teòric de les quals radicava en la idea de l'«obra d'art total», l'art no es limitava a les àrees tradicionals sinó també al formal i espiritual que pertanyia a la vida diària. Va abandonar el rígid estil de l'acadèmia, i va girar cap a l'expressionisme: al costat dels retrats d'amics i autoretrats, representarà el nu a través d'una agressiva distorsió figurativa. Si Klimt presentava la figura i l'ornament com una relació de contrast on mostrava una espècie de joc entre l'encobriment i revelació i on el cos es convertia en un signe ornamental, en Schiele, aquest joc es va convertir en alguna cosa més seriosa, la línia és la que mostra el significat, no tapa ni amaga, sinó que allibera, era aquesta pròpia línia la que mostrava els valors ornamentals.
En aquest mateix any de 1909 Schiele va exposar a la II Exposició Internacional ubicada en 54 sales de la Kunstschau, que va constituir la més gran cita artística que s'havia vist fins aleshores a Àustria. Es van exposar obres tan variades que abastaven de pintura i escultura, a l'objecte d'ús quotidià, adorn floral, escenografia i vestuari. En el discurs inaugural realitzat per Klimt va afirmar: «Cap sector de la vida és tan exigu i insignificant que no ofereixi espai a les aspiracions artístiques». Es va aconseguir reunir artistes de l'avantguarda europea com eren Ernst Barlach, Paul Gauguin, Max Klinger, Pierre Bonnard, Max Lieberman, Henri Matisse, Edvard Munch, Vincent van Gogh. També s'hi trobava l'escultor belga Georges Minne que, al costat del pintor Ferdinand Hodler, van ser els que més van influir en l'art expressionista de Schiele, el qual va exposar quatre retrats en una sala on també tenia obres Oskar Kokoschka. Del que s'exposava en aquesta sala va sortir una crítica a la revista Neue Freie Presse en què es deia: «Cal entrar amb cura en una sala secundària amb suposades pintures decoratives de Kokoschka. Les persones amb gust s'exposen aquí a patir un atac de nervis.»
Després d'una exposició organitzada a la galeria Pisko de Viena, amb els seus companys de la Neukunstgruppe, en què no es va obtenir l'èxit esperat malgrat haver comptat amb la visita de l'arxiduc Francesc Ferran d'Àustria, va abandonar aquesta fundació per dedicar-se «cap a si mateix». En una carta dirigida al conseller de la cort Josef Czermak de 1910, en què li comunicava una pròxima exposició individual a la galeria Miethke, concloïa la mencionada missiva amb la frase: «Fins a març he passat a través de Klimt. Avui crec que sóc un altre diferent...»

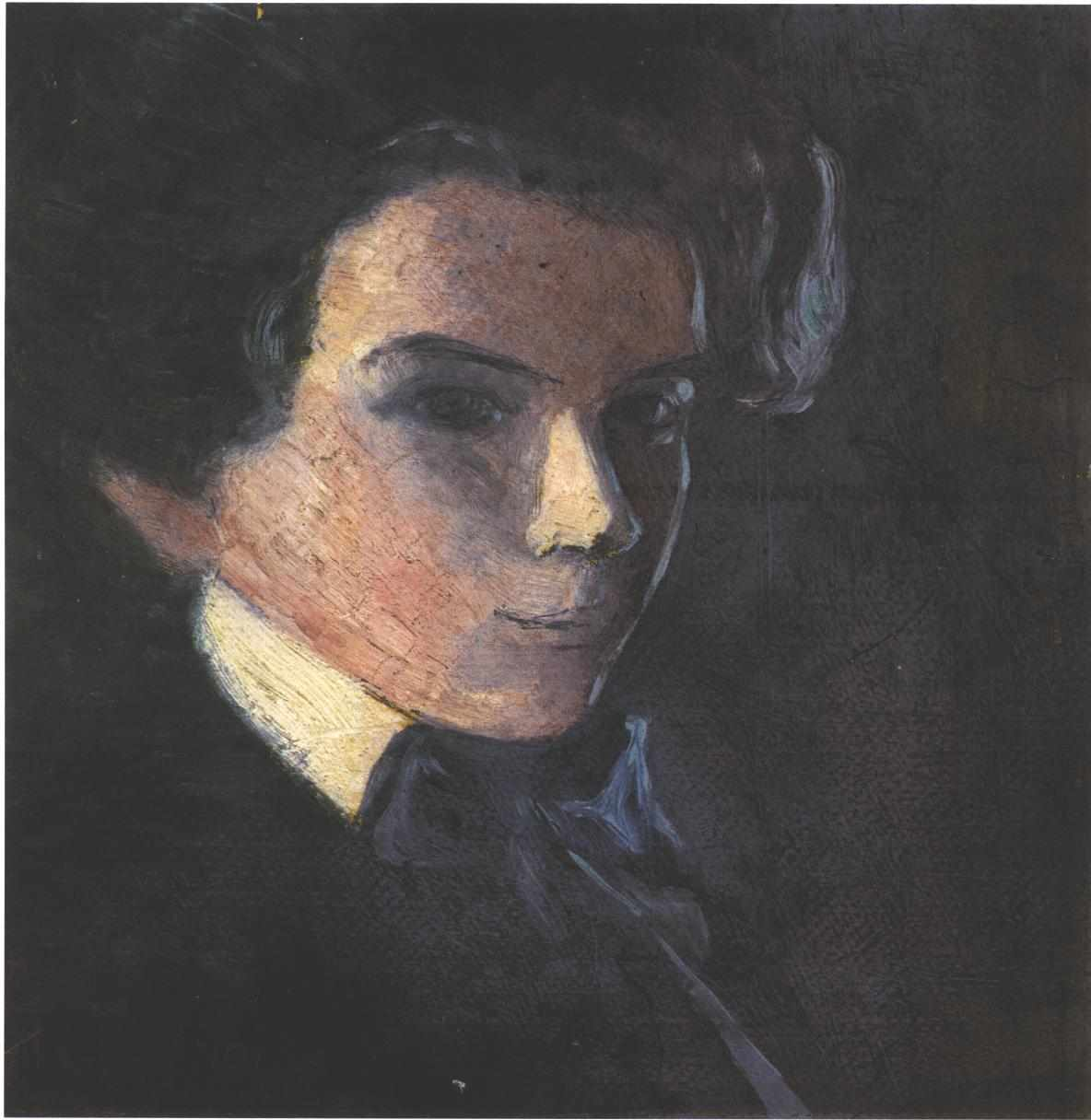
Autoretrat (1907)

### Neulengbach

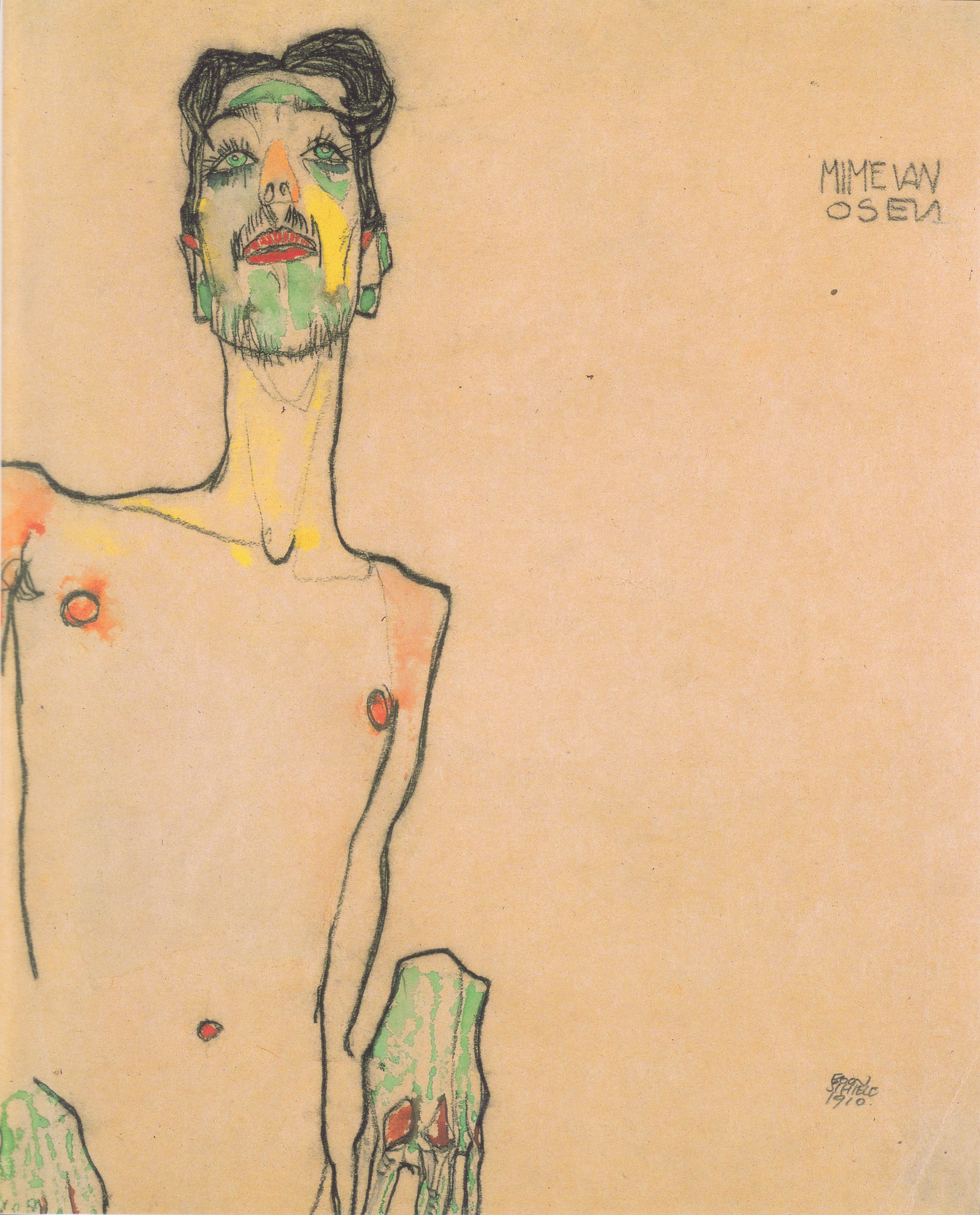
Retrat d'Erwin Osen (Mime van Osen), 1910

Cap a 1910 va conèixer l'escenògraf Erwin Osen amb el qual va llogar per primera vegada un estudi a Krumau -el poble de la seva mare-. Allà va realitzar autoretrats nus i retrats al seu amic Gosin en la mateixa temàtica. Aquesta intenció de fugir de Viena la va anunciar al seu cunyat Anton Peschka en una carta: 
| « | Vull sortir molt aviat de Viena. Que espantosa és la vida aquí! Tota la gent m'enveja i conspira contra meu; antics col·legues em miren malament. A Viena regnen les ombres, la ciutat és negra i tot són prescripcions... he de veure alguna cosa nova i vull investigar-ho, vull paladejar aigües fosques i arbres que es trenquen, veure vents salvatges; vull mirar sorprès reixes rovellades, com en viuen tots ells, escoltar boscos joves de bedolls i les fulles tremolant, vull veure llum i sol i gaudir al vespre de les humides valls de color blau verdós. Sentir com brillen els peixos daurats, veure com es formen els núvols blancs, vull parlar amb les flors. Veure amb afecte els prats i la gent, conèixer esglésies antigues i dignes i petites catedrals, vull córrer sense parar per arrodonits pujols i àmplies planes, vull fer un petó al terra i olorar les suaus i càlides flors de la molsa; després crearé amb tanta bellesa: camps de colors... | » |

El 1911 va conèixer a Viena Valerie (Wally) Neuzil, de 17 anys, amb qui va començar una relació sentimental i que va ser la seva model en algunes de les seves millors obres. Schiele i Wally van decidir anar-se'n per tractar d'aconseguir la inspiració al camp i es van traslladar a Krumau. La seva forma de vida va xocar els habitants de la petita població, als quals no agradava ni la convivència lliure amb la seva model i ni el fet que dibuixava noies massa joves. Per la qual cosa aviat van abandonar Krumau i es van dirigir a Neulengbach, situada a l'oest de Viena. El màxim escàndol es va produir el 1912 quan va ser acusat de corrupció de menors, per l'edat de la seva jove amant. A més a més pel seu costum de tenir com a models els nens que s'acostaven a casa seva i que sovint els retratava nus o en posicions que semblaven obscenes. Això va fer que es considerés la seva obra més o menys com pornogràfica. La conclusió d'aquest fet va ser l'arrest preventiu de tres setmanes a la presó i la condemna posterior de tres dies de presó junt amb la crema d'un dels seus dibuixos, que tenia al seu estudi, d'una noia vestida de mig cos cap amunt.
Aquesta història va ser publicada quatre anys després de la seva defunció per Arthur Roessler (1922) com si fos una narració autèntica del pintor. S'ha demostrat que part del relat va ser una invenció pròpia de Roessler, encara que entre el text va incorporar tretze fulls escrits per Schiele a la presó, juntament amb altres tantes aquarel·les i dibuixos, en què es descrivia com una víctima amb els cabells rapats i la tortura reflectida en la seva cara, en molts d'aquests dibuixos apareixen escrits que mostren la seva «veritat»: L'art no és possible que sigui modern, l'art és etern; Aquella taronja era l'única llum; Em sento purificat i no castigat; Reprimir un artista és un delicte, significa assassinar vida en gestació; Persistiré amb gust per l'art i pels meus éssers estimats o La porta cap a l'exterior, entre d'altres.

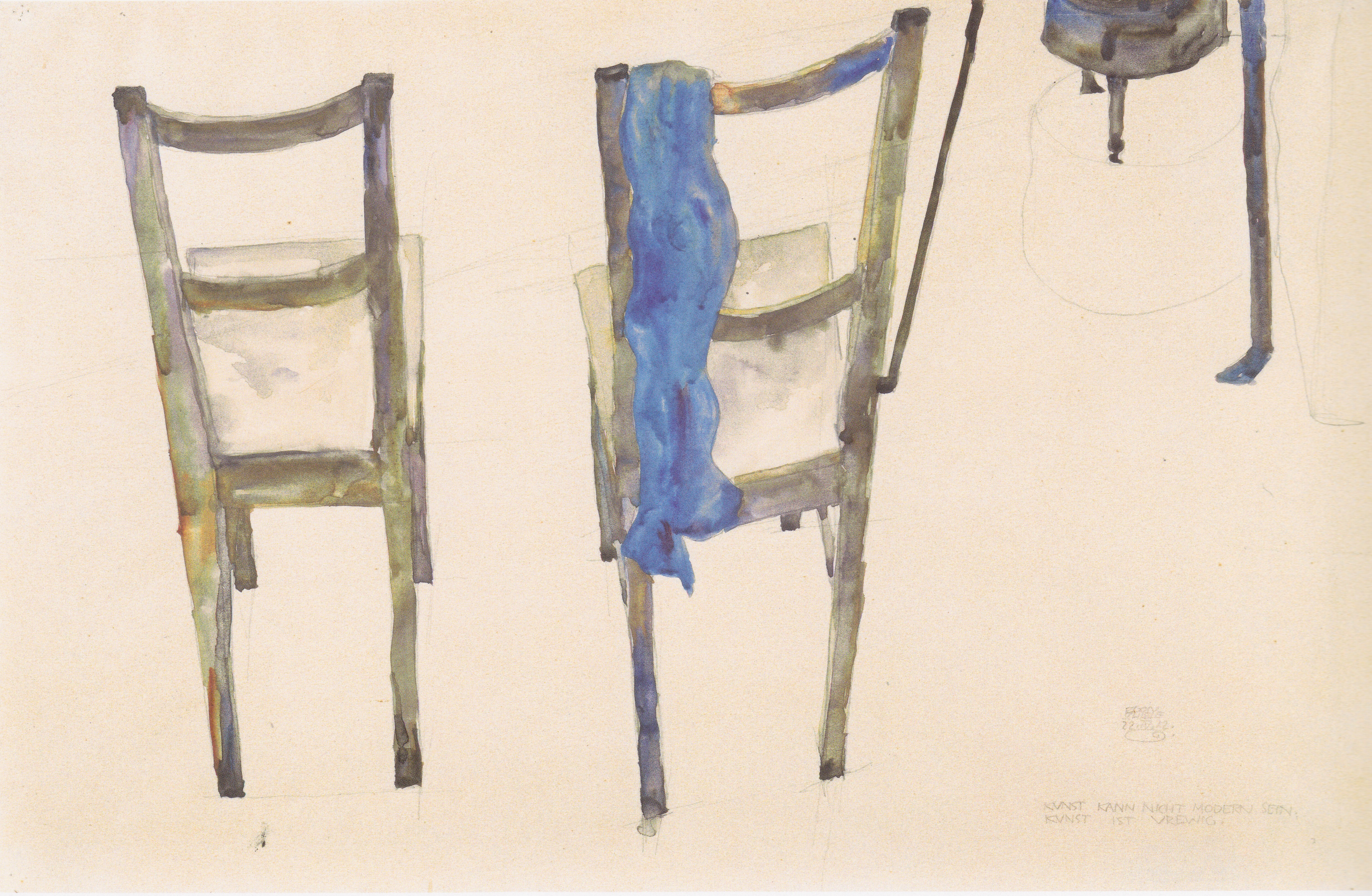
L'art no és possible que sigui modern, l'art és etern
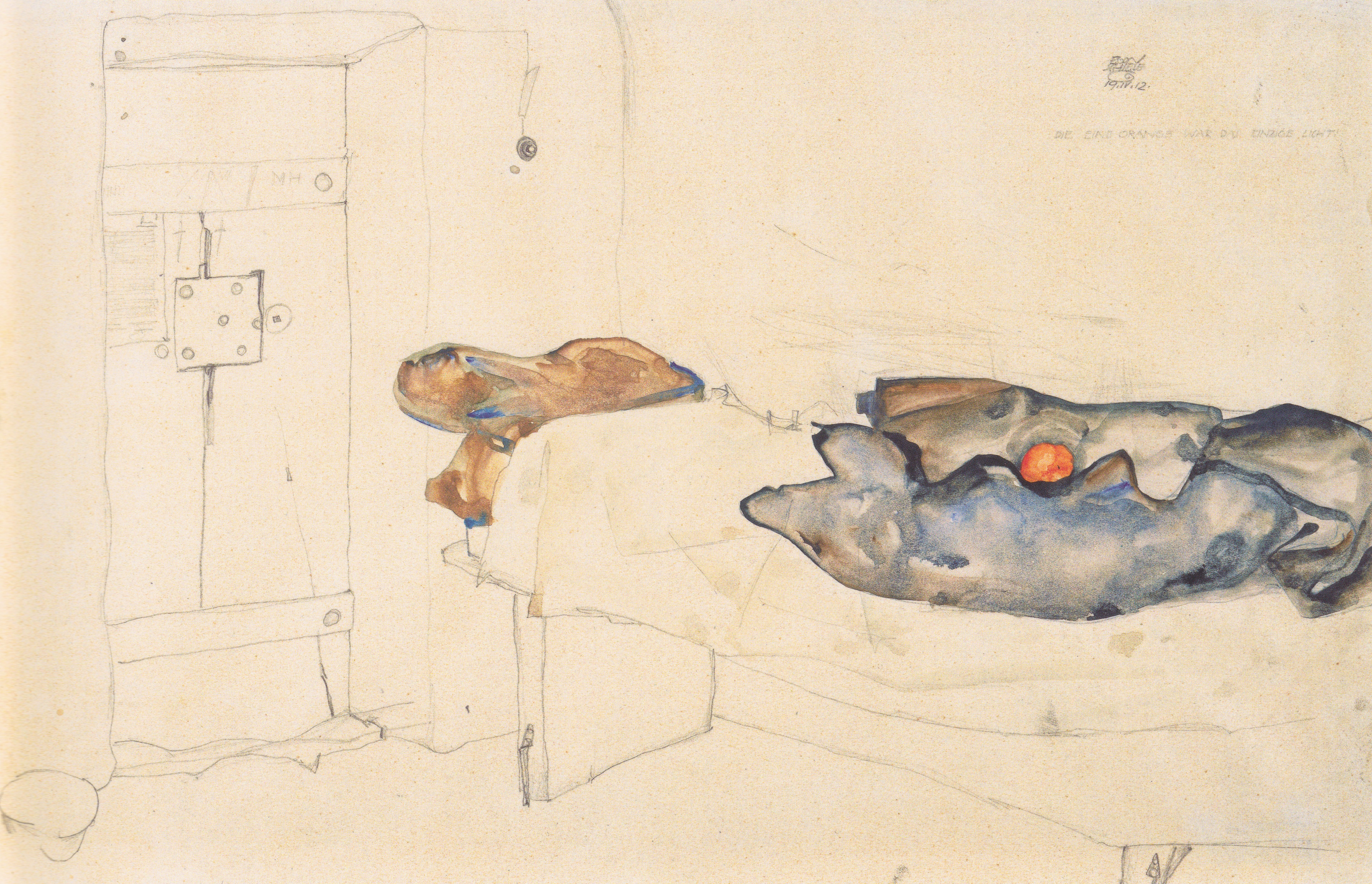
Aquella taronja era l'única llum
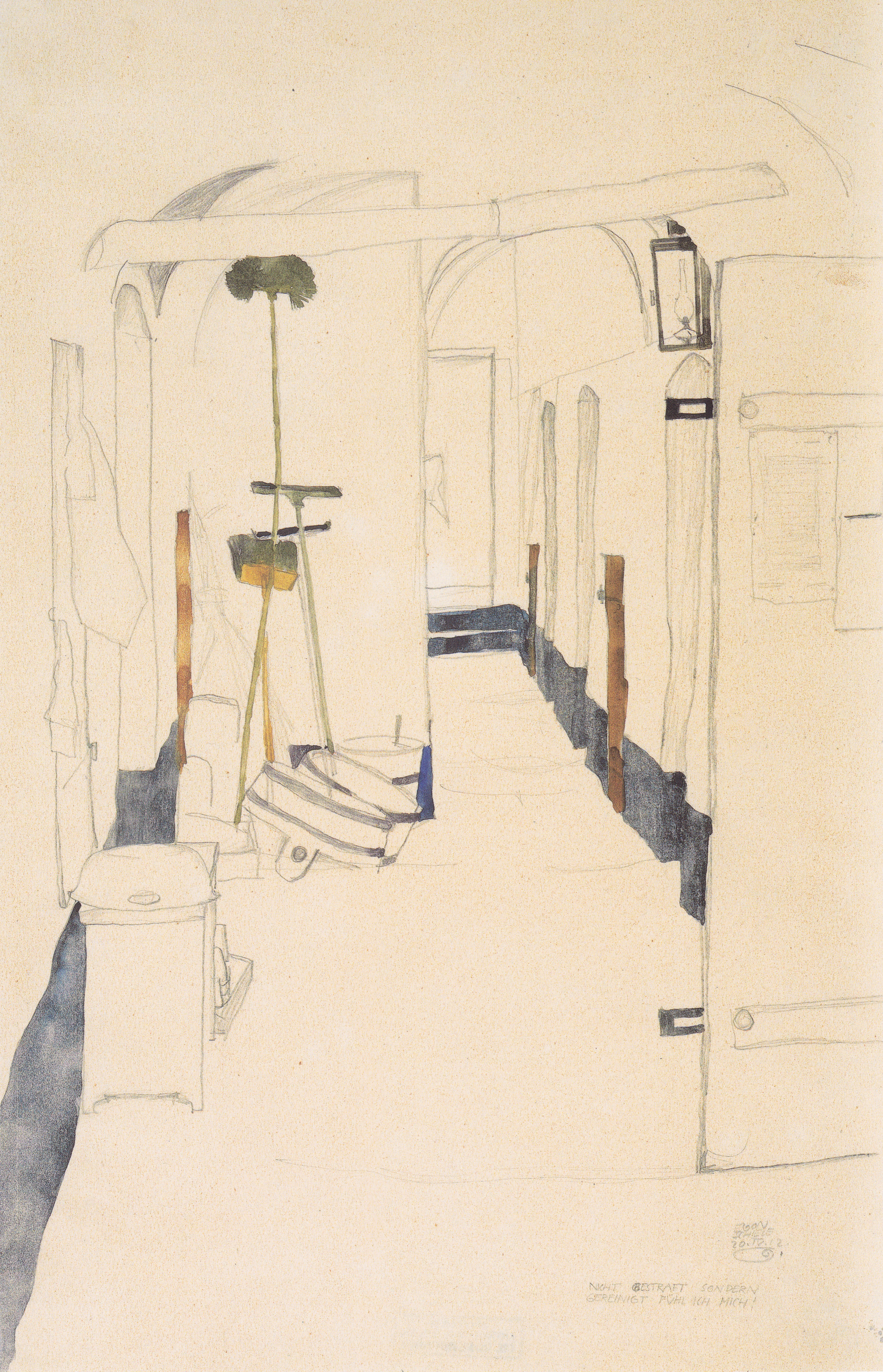
Em sento purificat i no castigat
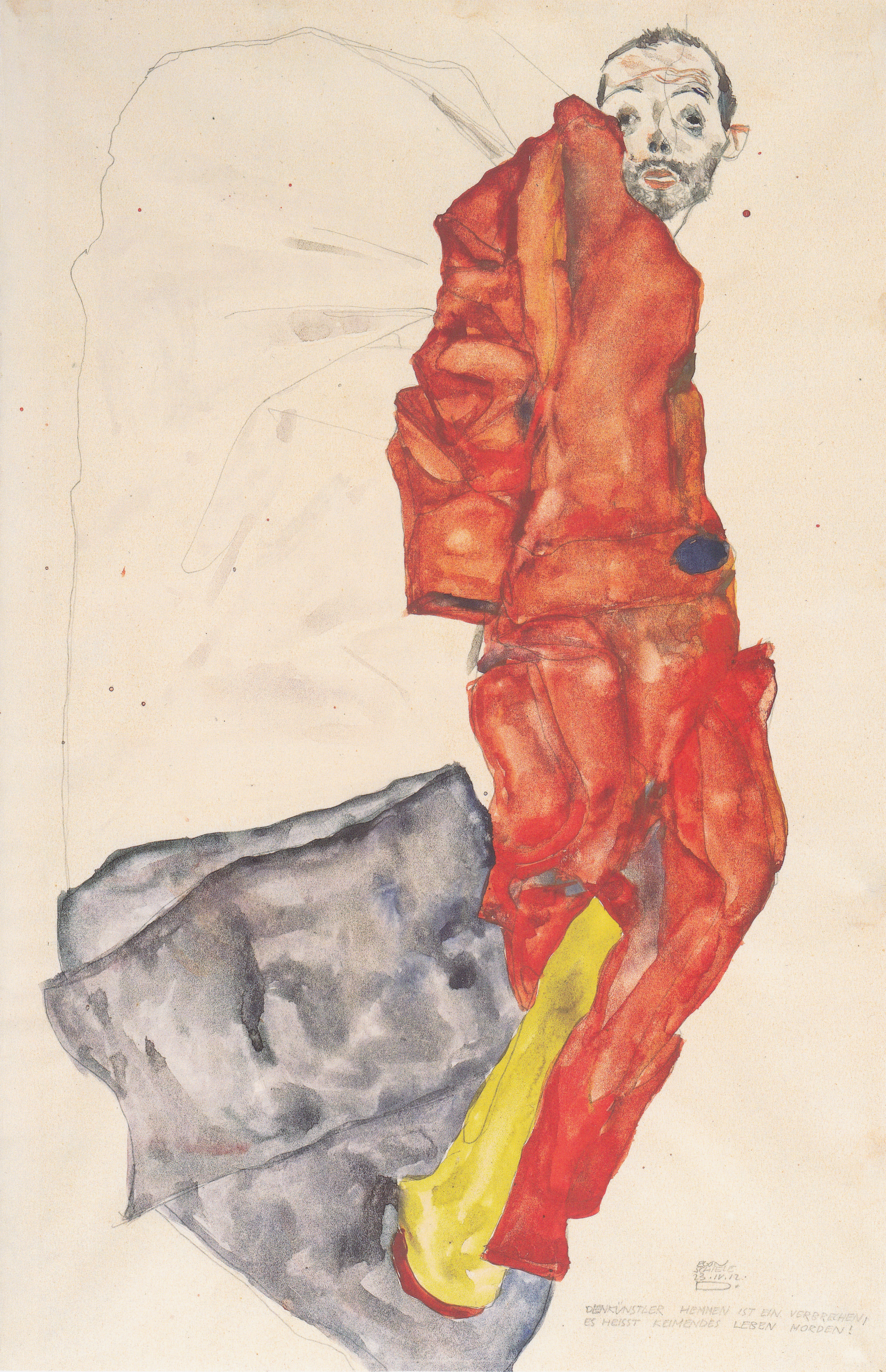
Reprimir un artista és un delicte, significa assassinar vida en gestació
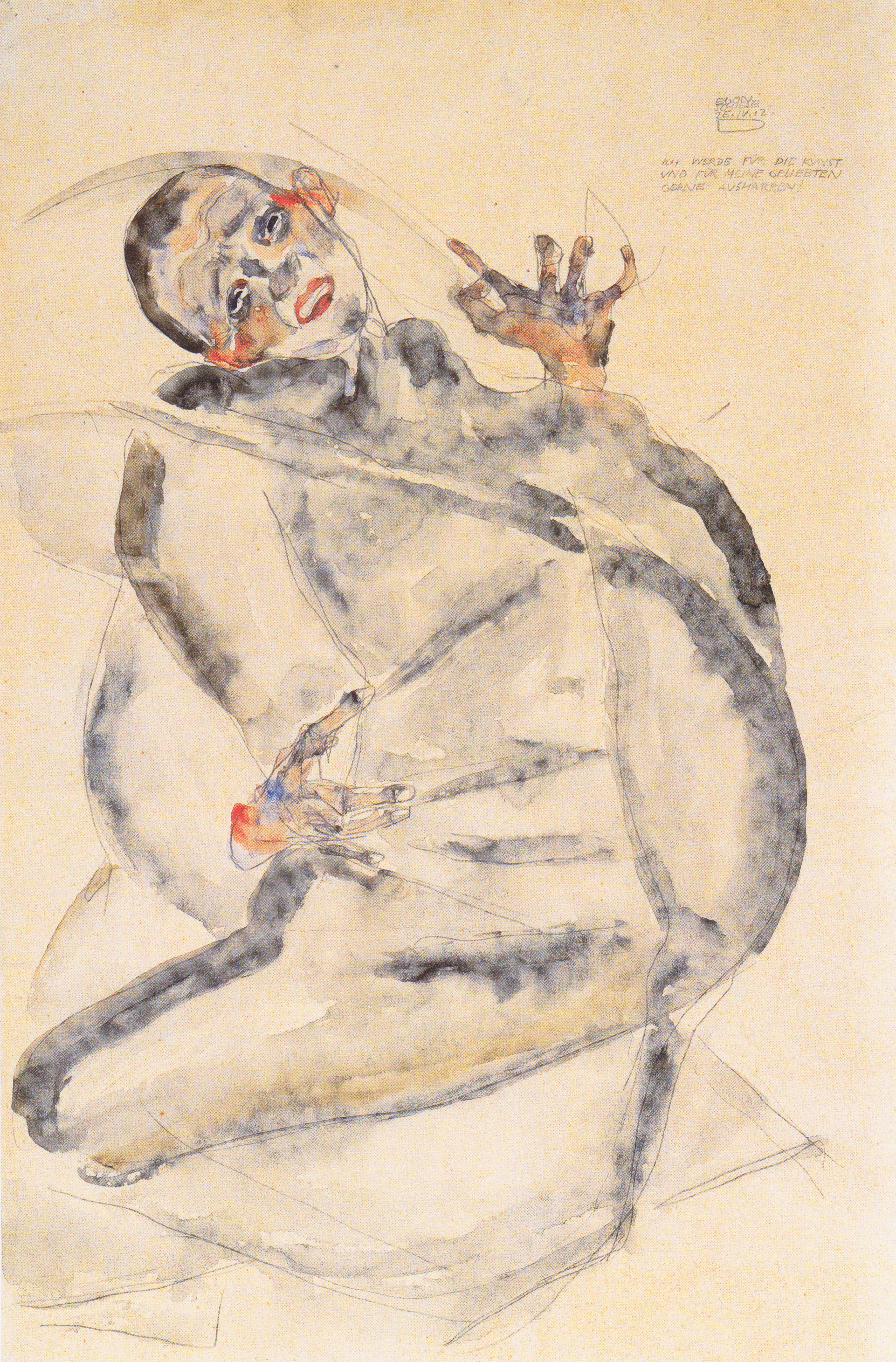
Persistiré amb gust per l'art i pels meus éssers estimats
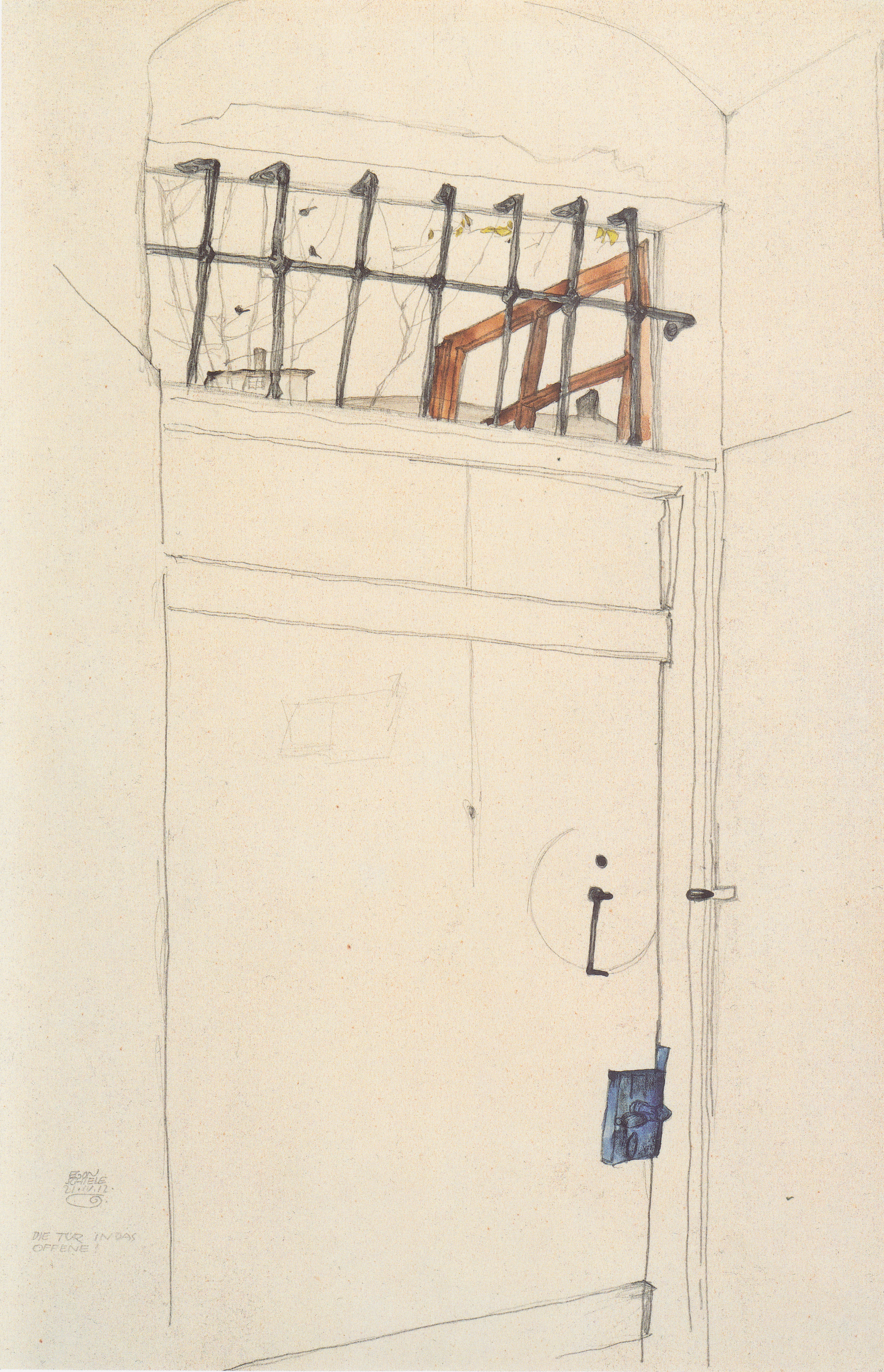
La porta cap a l'exterior

Schiele va tornar a Viena i va instal·lar-hi el seu nou estudi. Gràcies al seu amic Klimt, va obtenir nombrosos encàrrecs i va tornar a dalt de l'escena artística austríaca. Va arribar a participar en moltes exposicions internacionals, a Budapest, a la galeria Hans Goltz a Múnic i a l'exposició «Sonderbund» de Colònia. La seva producció artística es va fer molt nombrosa en aquests moments. Va conèixer grans col·leccionistes, entre els quals destacava l'industrial August Lederer, que li va demanar la realització d'un retrat del seu fill Erich, per això el va invitar a passar el Nadal de 1912 a la seva casa de Györ. Des d'allà va enviar cartes en què descrivia el luxe de la vida del seu amfitrió, el magnífic carruatge que sempre estava a punt de ser usat i tots els servidors vestits de «gris amb botons de plata». El 1913 va entrar a formar part de la Lliga d'Artistes Austríacs i participà en nombroses exposicions, com l'exposició internacional de «Blanc i Negre» a la Secessió de Viena, Hamburg, Stuttgart o Berlín. En aquesta última ciutat és on es va fixar en ell, el fundador i editor de la revista Die Aktion i va començar a col·laborar en articles; l'any 1916 se li va dedicar un número especial íntegrament a l'obra d'Egon Schiele.

### Matrimoni i mort

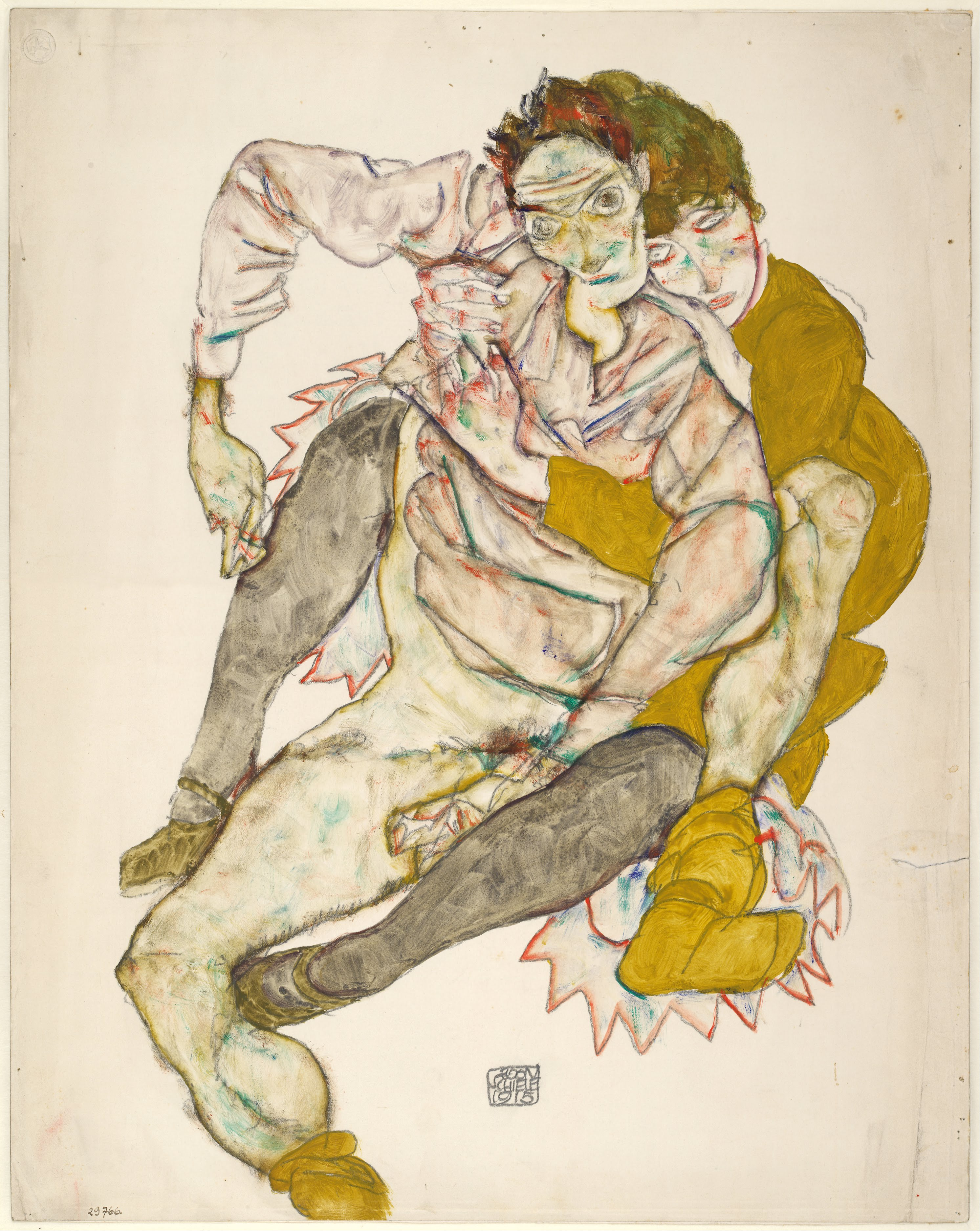
Parella asseguda (Egon i Edith Schiele), 1915

Va conèixer Edith i Adele Harms, dues germanes de classe burgesa, les va invitar a passeigs i per provar les seves bones intencions, davant l'austeritat de la mare de les joves, es va fer acompanyar per la seva amant Wally -sense que ella sospités res de la idea que rondava per la ment del pintor-, aquesta idea va ser exposada en una carta datada el febrer de 1915 dirigida a Roessler: «Tinc pensat casar-me més avantatjosament, però no amb Wall». Després de cortejar ambdues, es va casar amb Edith el 17 de juny de 1915. Durant la Primera Guerra Mundial Egon Schiele, per pertànyer al que es considera l'elit intel·lectual, no és enviat al front, però sí a Praga en serveis administratius; un any més tard va ser traslladat a Viena amb el privilegi de poder usar el seu taller. Segons explica Roessler, Schiele va proposar a Wally, mitjançant una carta, que es comprometia a «emprendre tots els estius un viatge d'esbarjo amb ella». Wally va rebutjar la mencionada proposta i es va incorporar a la Creu Roja quan va començar la Primera Guerra Mundial; la seva mort es va produir el 1917 sense que hi hagués hagut cap més trobada amb Schiele.

La noia i la mort (Egon i Wally), 1915

A l'any del seu casament de 1915, Schiele va realitzar la pintura La noia i la mort, en què va representar una abraçada desesperada entre una parella, sobre un pany arrugat blanquinós, que representa un llit mortuori; les figures estan com flotant sobre la superfície. Es reconeix el mateix pintor en la figura masculina i Wally en la femenina, el gest d'ella abraçant amb les seves mans i els dits gairebé separats l'home, mentre aquest sembla que l'està apartant amb la seva mà dreta, mostra la tensió d'una aproximació alhora que un distanciament insuperable. Va ser el comiat de Schiele a la pèrdua de Wally causat pel seu matrimoni.
El 1918 va participar amb èxit en la quaranta-novena exposició de la Secessió de Viena, de la qual va dissenyar el cartell i on va vendre la majoria dels cinquanta quadres presentats. A més a més, aquest mateix any va col·laborar en altres exposicions a Zúric, Praga i Dresden. A la tardor de 1918 l'epidèmia de grip espanyola (que va causar més de 20 milions de morts a Europa) va assolar Viena. Edith, embarassada de sis mesos, va morir el 28 d'octubre. Al cap de pocs dies, el 31 d'octubre de 1918, Egon Schiele va morir a la curta edat de vint-i-vuit anys. Durant el breu interval de temps que separà llurs morts, Schiele feu un parell d'esbossos d'Edith, els quals es consideren la seua darrera obra. Al febrer d'aquest any també va acabar la vida del seu amic i mestre Gustav Klimt.

## Característiques
La seva temàtica assumeix una altíssima tensió emotiva en la sensualitat que es torna obsessió eròtica, al costat del tema de la solitud angoixant. Schiele utilitzava una línia tallant i incisiva per a esprémer la seva pròpia realitat i per a mostrar impetuosament la dramàtica destrucció física i moral de l'ésser humà. El color adquireix un valor autònom, no naturalístic, resultant particularment eficaç en les seves aquarel·les i en els seus dissenys d'al·lucinada tensió.
Igual que altres pintors austríacs de l'època com Alfred Kubin i Oskar Kokoschka, l'espai esdevé una espècie de buit que representa la tràgica dimensió existencial de l'ésser humà, en continu conflicte entre la vida i la mort i per damunt de tot la incertesa. El seu interès pel cos és un fet artístic, que pretén fer conèixer la part forta i sensual d'un dels artistes més importants de l'expressionisme. Schiele va estar influït fortament en els seus començaments per Gustav Klimt, però cap a 1910, la seva pintura es va convertir en un viatge d'introspecció psicològica.

### Autoretrats
Prop de cent autoretrats van ser els que va realitzar Schiele, cosa que demostra que entre els pintors de la seva època va ser un dels que més va observar «el seu propi jo»; es va captar en forma figurativa sempre, encara que els primers realitzats entre 1905 i 1907 eren més naturalistes. Segurament aquesta recerca de demostrar el seu ésser va ser pel desig de compensar la pèrdua de la mort del seu pare, pel mig d'una exhibició i exaltació del seu propi ego –ja que el seu pare sempre havia lloat els seus dibuixos– i trobant-se encara en edat de la pubertat, va intentar assumir el paper d'«home de la casa» mitjançant la intensificació del seu propi orgull. A partir de 1910 i cada vegada més, va anar deformant la seva figura amb posats extravagants i gests patètics, que de forma conscient despersonalitzava o envellia. Friedrich Stern va escriure el novembre de 1912: «També aquí presenta un autoretrat que és difícil de reconèixer, perquè la descomposició es troba massa avançada; ell creia que havia de representar el seu jove rostre amb commoció per aquesta descomposició. Això és realment trist...».
Els trets més sobresortints amb els quals es representava eren l'extrema primesa de la figura, les contorsions del cos, uns cabells curts i rebels i una mímica quasi tètrica. Segurament el pintor hauria llegit Friedrich Nietzsche, al marge d'una influència directa, moltes de les seves pintures són properes a les idees de Nietzsche, com la que es formula en un capítol d'Així va parlar Zaratustra: «Germà, darrere els teus pensaments i sentiments es troba un poderós sobirà, un savi desconegut que s'anomena Jo Mateix. Viu en el teu cos i és el teu cos.»
Però no semblava orgullós de la seva imatge, sinó que més aviat mostrava com és de patètic el seu estat ruïnós. Exhaurida la seva funció com un ideal clàssic (el nu acadèmic) i de tipus social (el gènere del retrat), la figura ressorgia quasi del trastorn psicosexual. La representació de si mateix nu es va fer més habitual; la majoria dels autoretrats no tenen cap fons, només superfícies llises monocromes que, juntament amb les línies del contorn del cos irregulars i anguloses, li feien aconseguir una figura més expressiva, però allunyant l'aspecte natural de la imatge, que encara n'aconseguia més amb amples pinzellades d'un cromatisme vistós. Això difereix els seus autoretrats dels realitzats per Richard Gerstl predecessor seu que es va autoretratar algunes vegades també nu.

### Figures humanes

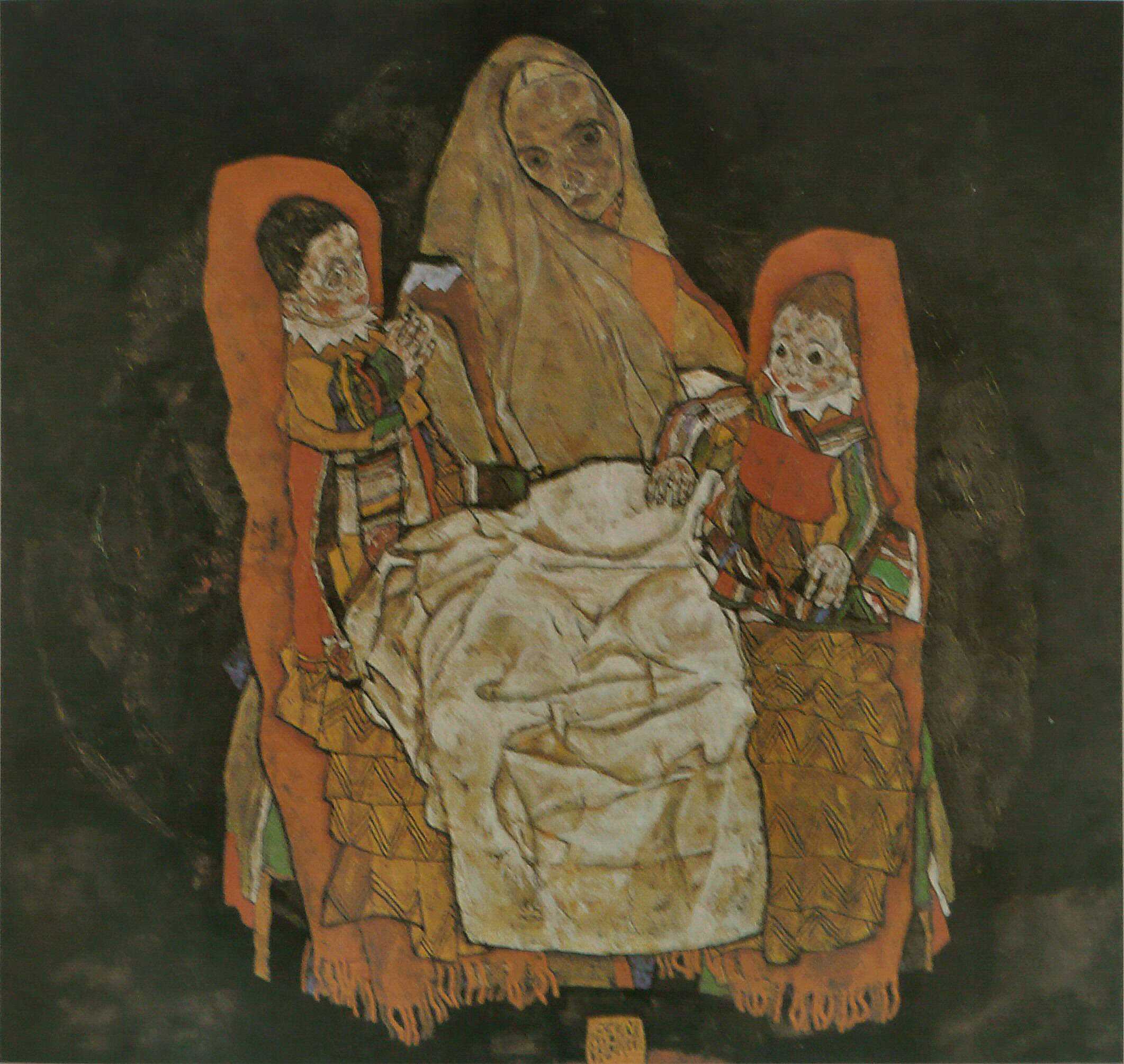
Mare amb dos fills (1915-1917)

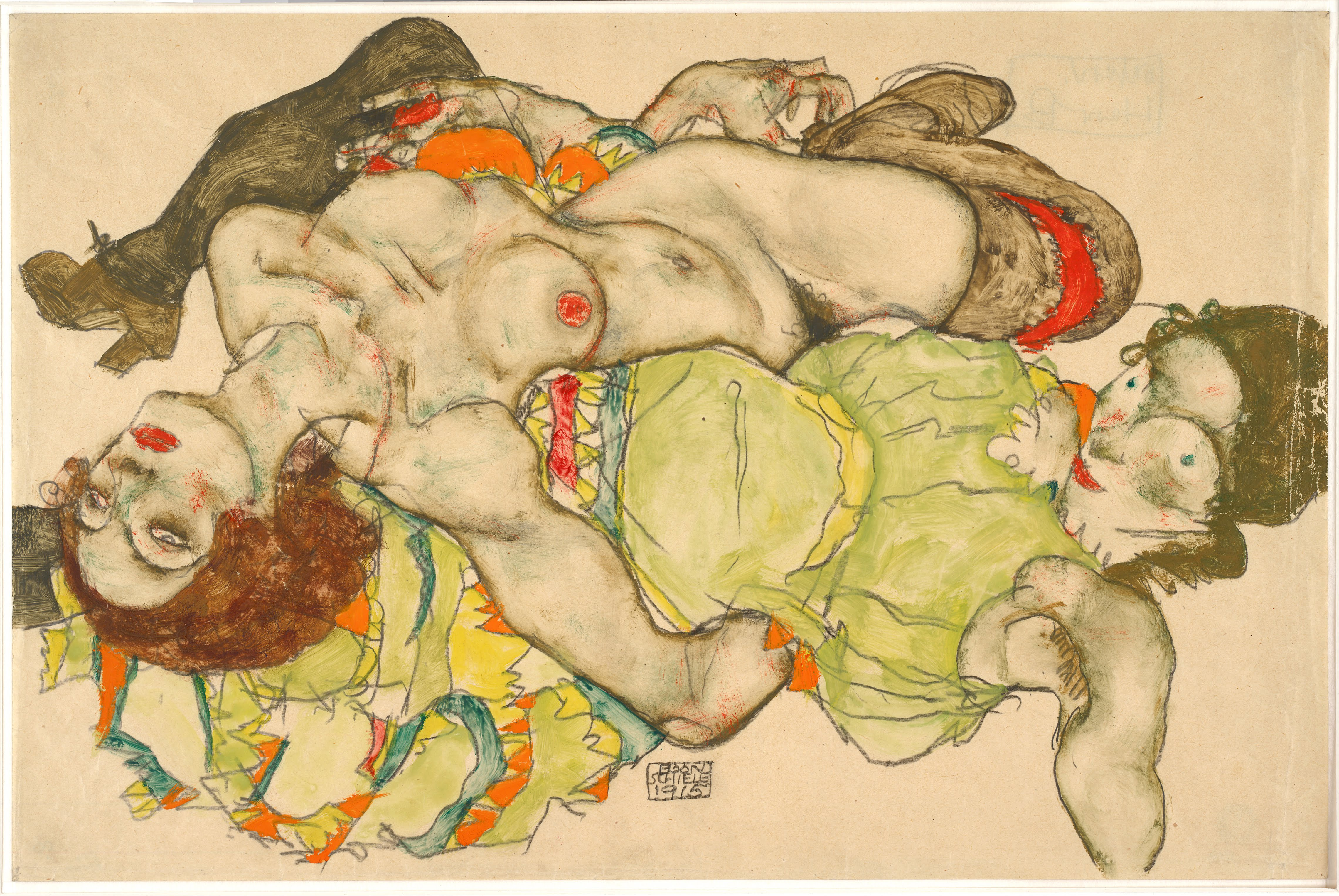
Dues dones estirades i entrellaçades (1915)

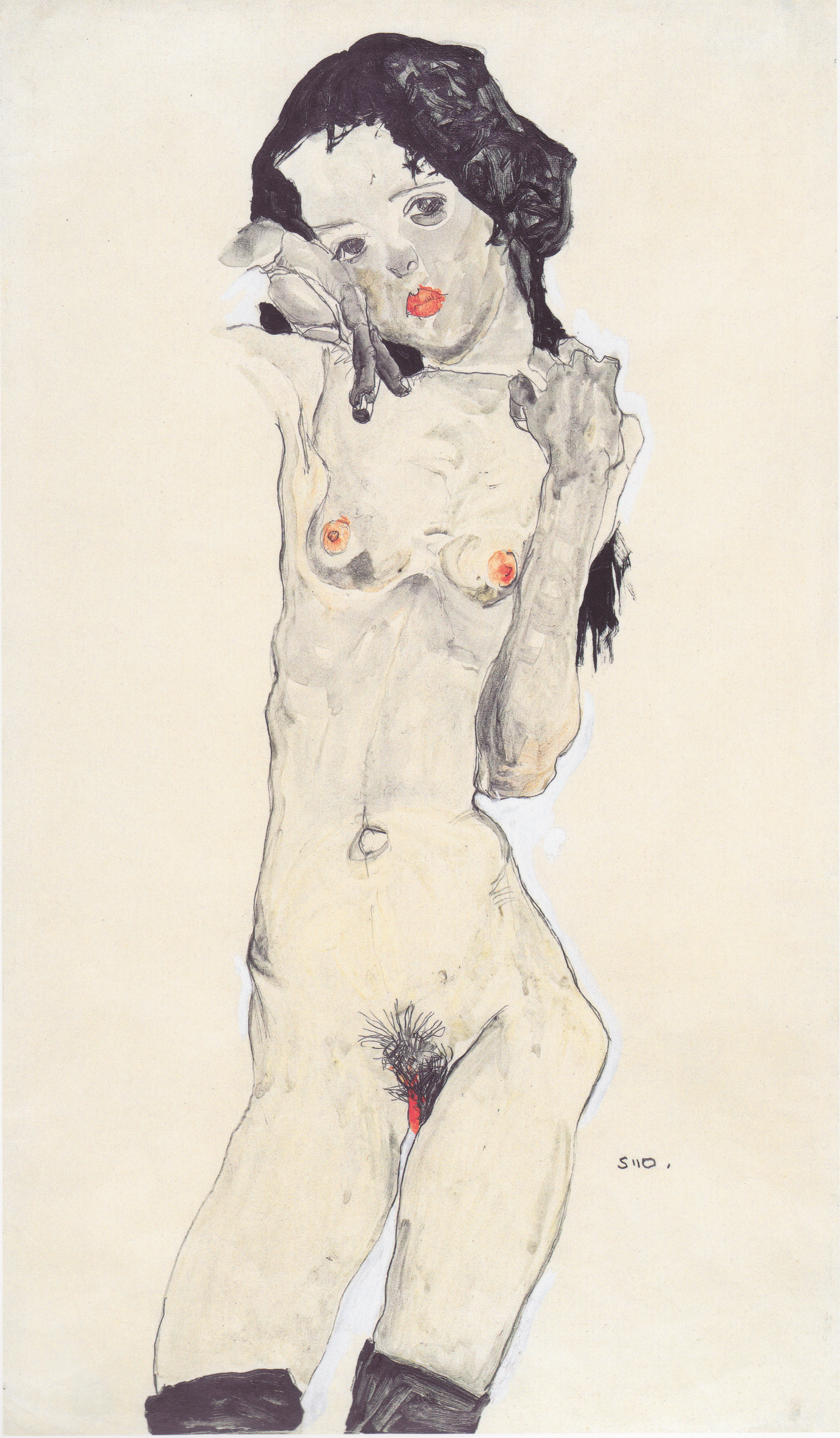
Noia nua amb els cabells negres (1910)

L'atenció artística d'Egon Schiele es va centrar principalment a la figura humana, especialment la femenina, que va representar en una àmplia i variada gamma d'expressions:
- nu dur i agut;
- dones fortes, orgulloses i segures de si mateixes;
- retrats d'una profunditat psicològica profunda;
- parelles entrellaçades en una abraçada eròtica sense amor.

Emprant colors en vermell, marró fosc, groc pàl·lid i tristos negres, va tractar de pintar el pathos directament dels paisatges malenconiosos amb els arbres pansits, així com imatges desesperades de mares i fills afligits. Són signes que revela l'inconscient, assumint una profunditat emocional molt més pronunciada, que es caracteritzen per una línia nerviosa, quasi neuròtica. Prenen forma en el llenç en una dissonància harmònica que nega l'estètica i trenca el motlle tradicional. L'ego de l'artista emergeix, fa contorsions a la matèria i deixa els ulls desorbitats i retortes les mans. Les mans és on les línies semblen denunciar el dolor, el sofriment, la tristor d'una ànima a la deriva. Schiele va descriure les tortuositats de la seva ment, el turment fosc i el trauma dolorós per la pèrdua prematura del seu pare el 1905. Un fet que va marcar indeleblement la seva relació amb les dones i l'erotisme.

Apareixen en els seus llenços cossos femenins terriblement provocatius, amb posats sovint absurds, per confondre l'espaiositat. Heinrich Benesch va descriure la seva forma de treballar:
| « | La bellesa que Schiele ens regala en la forma i el color, mai no va existir abans d'ell. El seu dibuix era quelcom únic. La seguretat de la seva mà era quasi infal·lible. Quan dibuixava acostumava a seure en un banquet baix, el tauler de dibuix amb els fulls sobre els genolls recolzant la mà dreta sobre la base. Però també el vaig veure dibuixar d'una altra manera, de peu davant del model recolzant el peu dret sobre el banquet. Sostenia el tauler de dibuix sobre el genoll dret i el subjectava amb la mà esquerra en la vora superior. Després disposava el llapis, a pols, perpendicular al full i traçava les seves línies, per dir-ho així, a partir de l'articulació de l'húmer. | » |

L'artista va presentar una tensió eròtica existencial i psicològica per difondre un missatge de crítica social contra la falsedat de la burgesia. Més que una alliberació del jo, el seu art mostra un conflicte intern del subjecte individual que l'enfronta en relació amb les autoritats, institucions acadèmiques i governamentals. En algunes de les seves cartes dirigides al seu cunyat Leopold Czihaczek i al col·leccionista Oskar Reichel, apareix en Schiele una «filosofia de la vida» de tendència solipsista on expressava opinions contra els atacs dels «filisteus»:
| « | ... els artistes sempre viuran.- Crec que els grans pintors sempre van pintar figures... Jo pinto la llum que prové dels cossos.- L'obra d'art eròtica també té santedat!.- Una única obra d'art "viva" és suficient per a aconseguir la immortalitat de l'artista... - Els meus quadres haurien de col·locar-se en edificis similars a temples. | » |

En una superfície rugosa i escabrosa, Schiele va mostrar, sense fals pudor, un erotisme mancat de moralitat i trist, on les protagonistes són noies de rostre infantil i d'actitud deliberadament impúdica. Les va representar en les més diverses variacions, vistes des de dalt o de perfil i amb estranyes posicions i moviments extravagants. Benesch va manifestar que de vegades pintava als seus models des d'una escala, col·locada sobre seu.
Schiele era un hàbil dibuixant, de traç clar, ràpid i dur, sense dubtes, no concedia espai a l'apreciació decorativa o estètica de les seves pintures o dibuixos. Les seves obres tenen totes un fort i violent impacte en l'espectador, que assumeix quasi una posició d'intèrpret psicoanalític; traspuen el desig de rebel·lia i provocació com angoixa existencial. Schiele cercava, en les figures angoixades sense referència al context històric i social, els «instints reprimits», explorava l'exhibicionisme i el voyeurisme, cap a un estat afectiu que pot arribar al patològic.

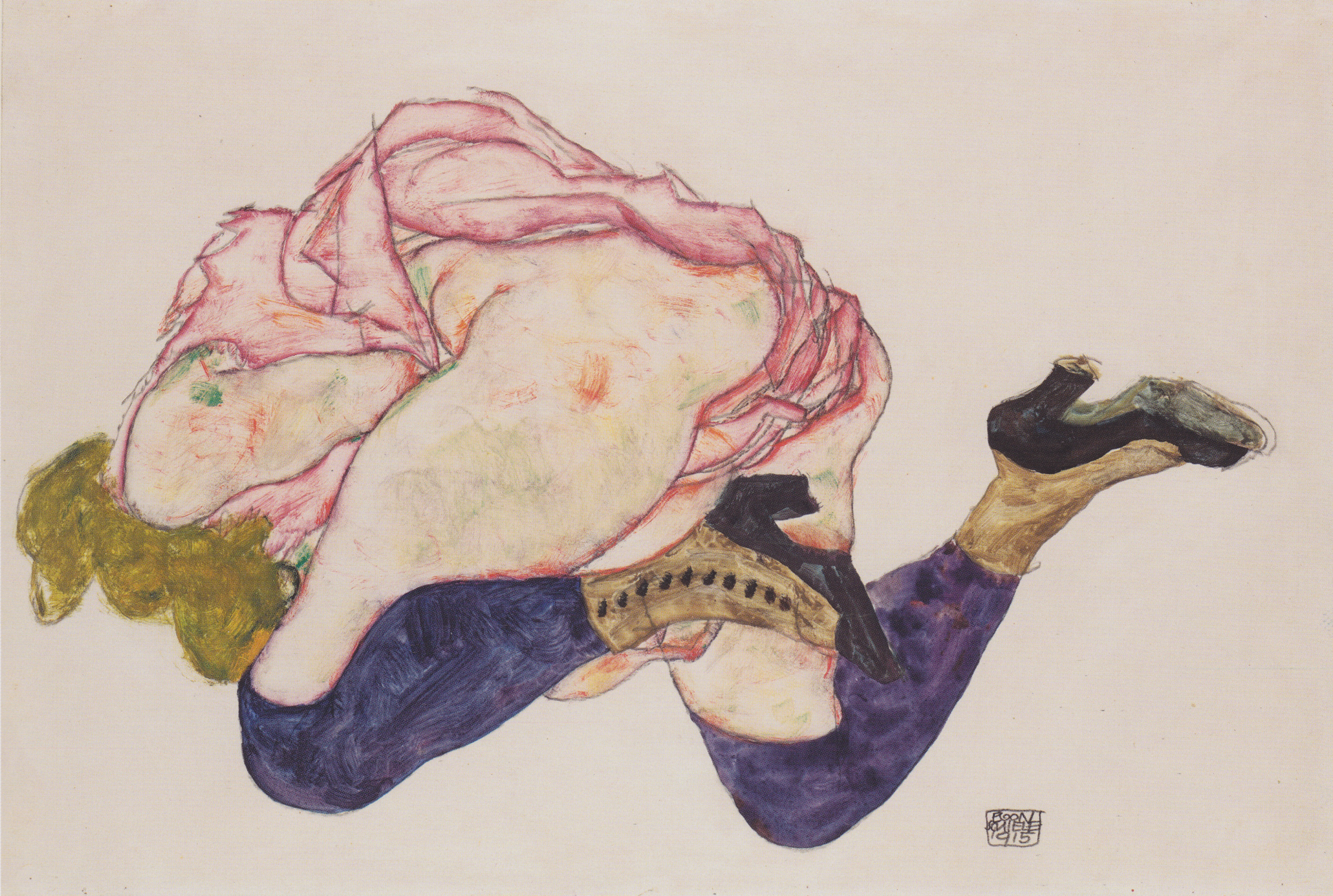
Agenollada amb el cap inclinat cap avall (1915)

Va treballar en un sentit constant i sempre present el caràcter dramàtic i una visió de la realitat patida i meditada en l'interior. L'art de Schiele permet, aleshores, perdre's en l'infinit existencial i es troba cara a cara amb el significat de la vida, que desafia els ordes i s'atura en el magma emocional d'una taca de color. Una de les fonts d'inspiració va sorgir en les experiències de malalts mentals que el seu amic Erwin Osen havia realitzat per encàrrec del Dr. Kronfeld: dibuixos de pacients del manicomi local de Steinhof. Era Osen un personatge amb una mímica artificial, que Scheile en els retrats que li va realitzar va aconseguir transmetre. És possible establir també una relació directa, comparant alguns dibuixos amb els realitzats pel Dr. Paul Richer, assistent del neuròleg Jean Martin Charcot, que van constituir un catàleg de trets característics de fases patològiques. El pintor va poder adoptar aquestes tipologies en alguns dels seus models incloent-se ell mateix, ja que posseeixen els vistosos moviments que presenten estàtics o en actitud convulsiva, una certa semblança amb els «maniquins» de Charcot. El resultat de la recerca de Charcot i Richer, que van observar que els seus estudis parcialment reapareixien en pintures i dibuixos històrics, ho van editar en la seva obra Les démoniaques dans l'art (1887).

### Paisatges i d'altres
Observant el seu entorn, Schiele no va poder evitar sentir-se fascinat per Vincent van Gogh i amb el seu personal carisma cromàtic, pesat i fort. Li va retre homenatge en L'habitació de l'artista a Neulengbach, inspirada en El dormitori de Van Gogh a Arle (1888) del pintor neerlandès, com també va tornar a interpretar Els gira-sols, en una versió amb color marró opac, on els pètals perden consistència i adquireixen la tràgica veritat de decadència. El format molt allargat i la mímica de les grans fulles converteixen el seu gira-sol en un reflex de sentiments quasi humans.

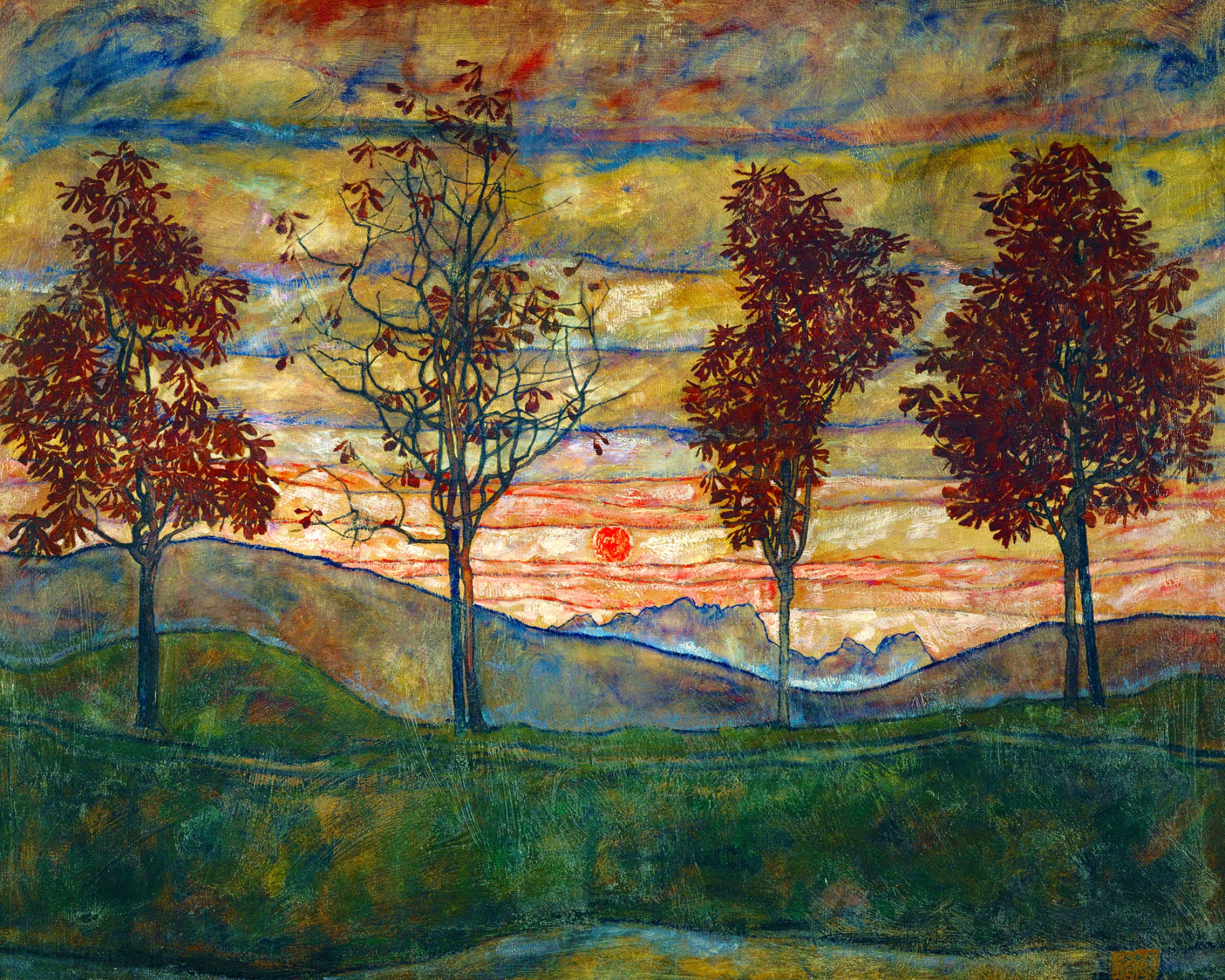
Quatre arbres (1917)

A la fase final de la seva vida el traç es torna més nerviós, assoleix la màxima llibertat d'expressió creant molts paisatges; en els Quatre arbres, de l'any 1917, ja empra colors calents i el fons es converteix en un ambient amb emocions violentes. Mostra en aquesta pintura unes línies horitzontals i verticals en la seva composició i un arbre amb les fulles caigudes, entre els altres que en són plens d'elles: aconsegueix un efecte tardorenc de malenconia.

L'autor va descriure en una carta de 1913 sobre la pintura de la natura:
| « | També faig estudis, però crec i sé que la còpia de la natura manca d'importància per a mi, perquè jo pinto millor a partir dels records, com a visió del paisatge. Ara observo per damunt de tot els moviments corporals de les muntanyes, l'aigua, els arbres i les flors. Per tot arreu recorden uns moviments similars als del cos humà, sentiments similars d'alegries i penes en les plantes. | » |

Els paisatges urbans de l'artista van canviar com ho van fer també les representacions de la natura. Els paisatges de la seva joventut mostraven un estil tradicional, entre els quals es troben els realitzats a Klosterneuburg. L'any 1910 pintà dos quadres que porten el títol de La ciutat morta, inspirats en la novel·la Brugues-la-morte, traduïda a l'alemany, de l'escriptor belga Georges Rodengach (1892). Va renunciar a la descripció de l'entorn o d'una topografia i es va centrar en les construccions de les cases, moltes a vista d'ocell com succeeix en Paisatge de Krumau (1916) o en Casa del suburbi amb roba estesa (1917), en què va manifestar una visió íntima que presenta una senzillesa amb aspecte pintoresc. Aquesta mateixa forma de fer, en els dibuixos, l'acosten a una aparença més il·lustrativa, al capdavall, en els seus paisatges no es veuen xemeneies ni testimonis de cap classe de tècnica industrial, igual que per al poeta Georg Trakl la «gran ciutat no produïa cap paisatge espiritual».
El pintor i escriptor Albert Paris Gütersloh, amic de Schiele, va ser el primer que basant-se en la «vista d'ocell» va escriure en un assaig de 1911: «Ell (Egon Schiele) anomena morta una ciutat que veu en perspectiva, de dalt cap avall. Perquè qualsevol ciutat ho seria si se la mirés així. El doble significat de la vista d'ocell es comprèn inconscientment. El títol és equivalent a la idea del quadre que designa».

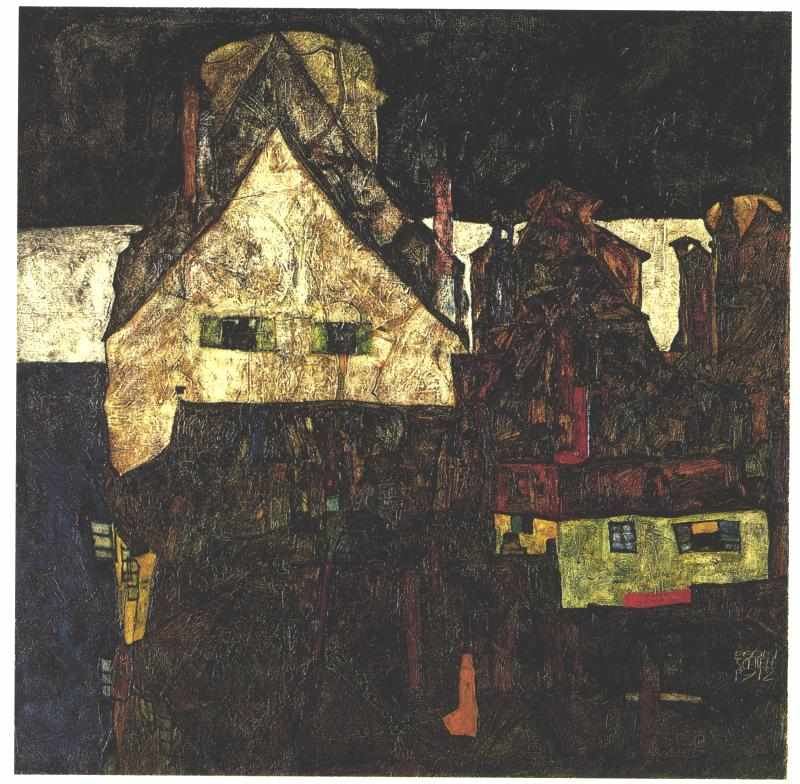
Ciutat morta (1910-1912)
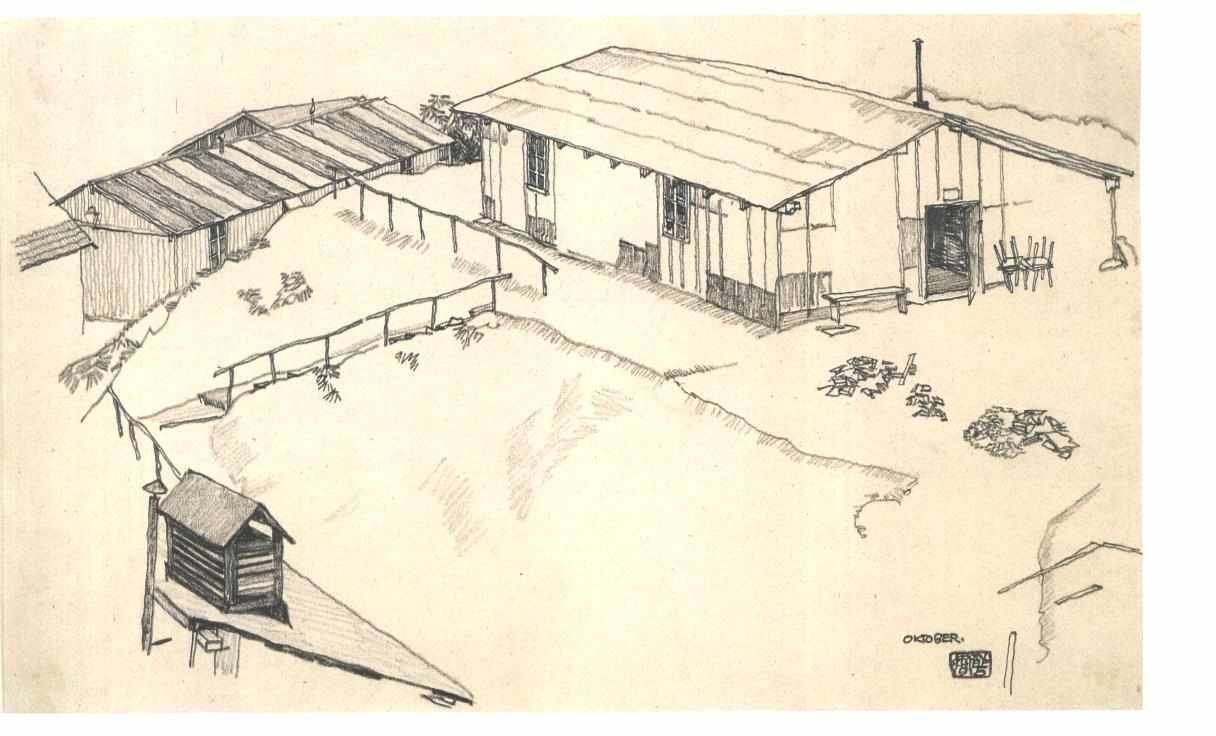
Casa amb cobert (1915)
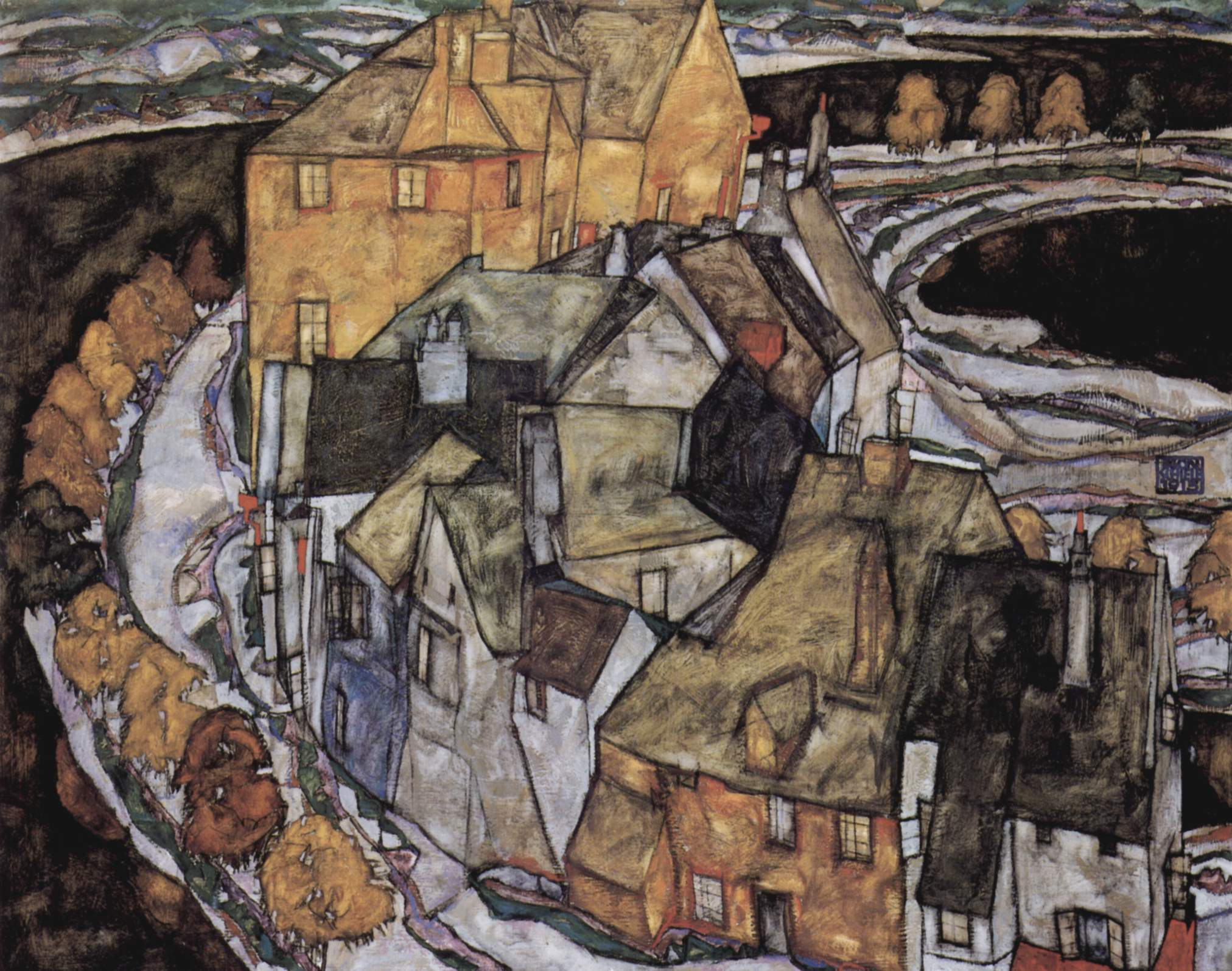
La casa del revolt (1915)
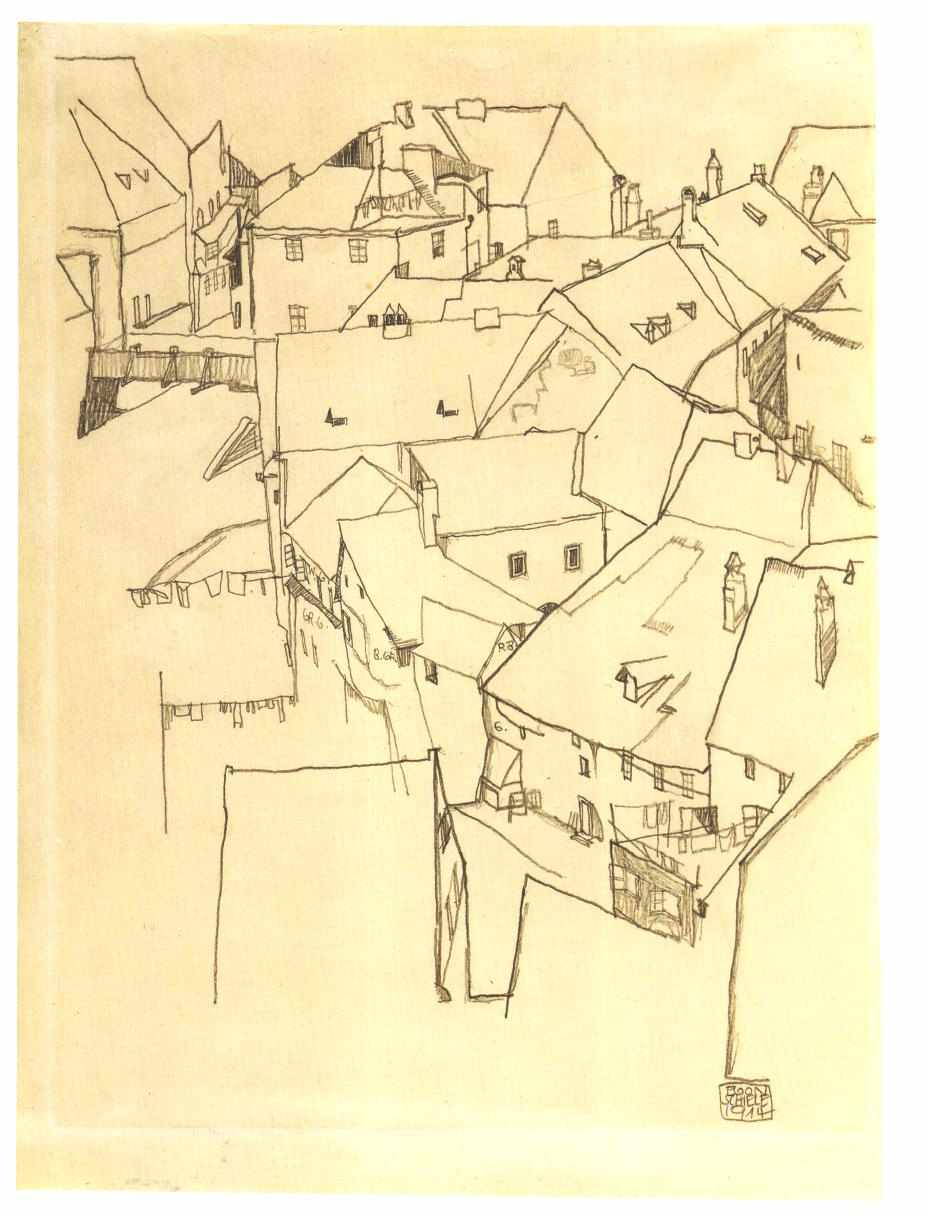
Krumlov (1914)
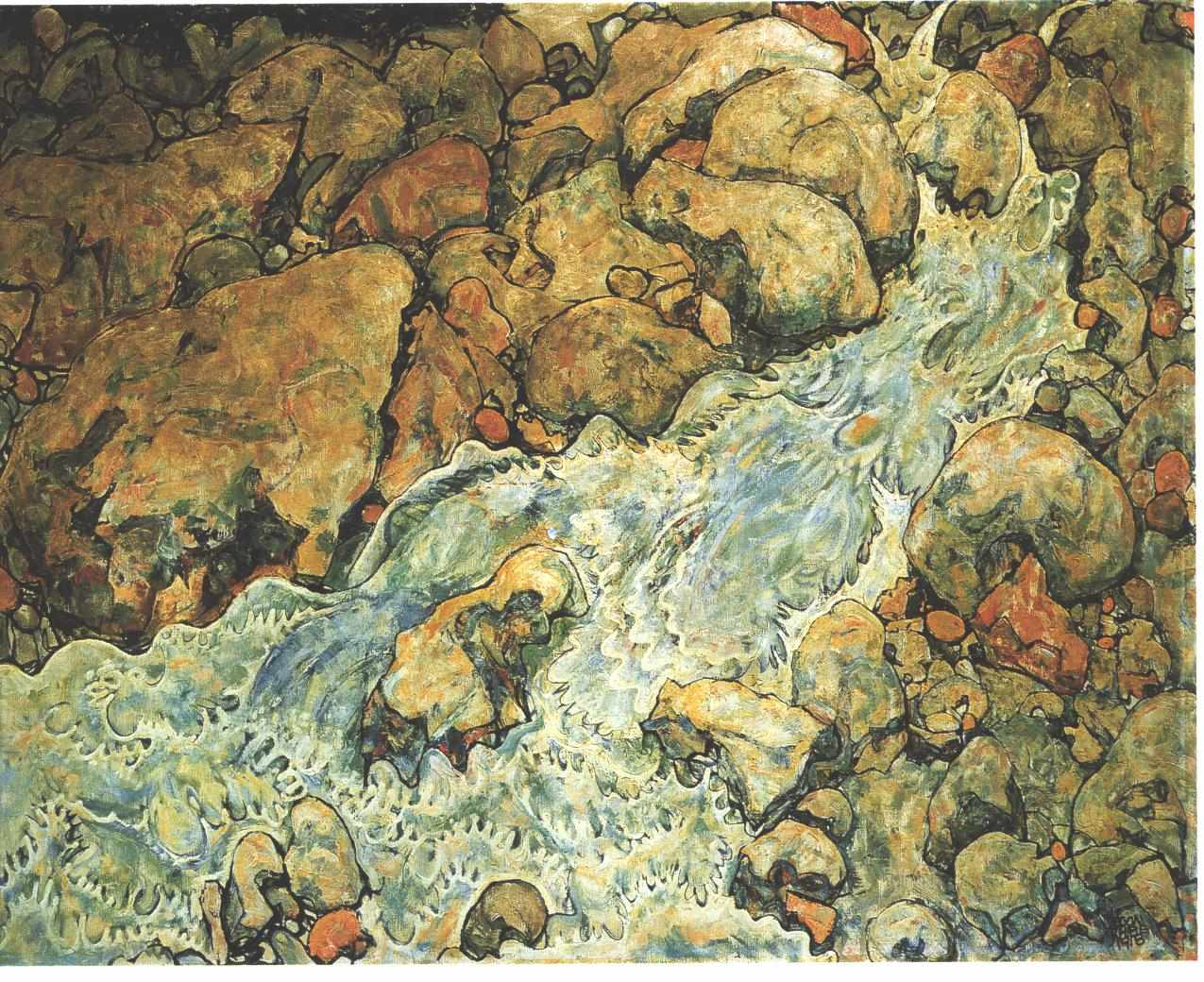
Torrent (1918)

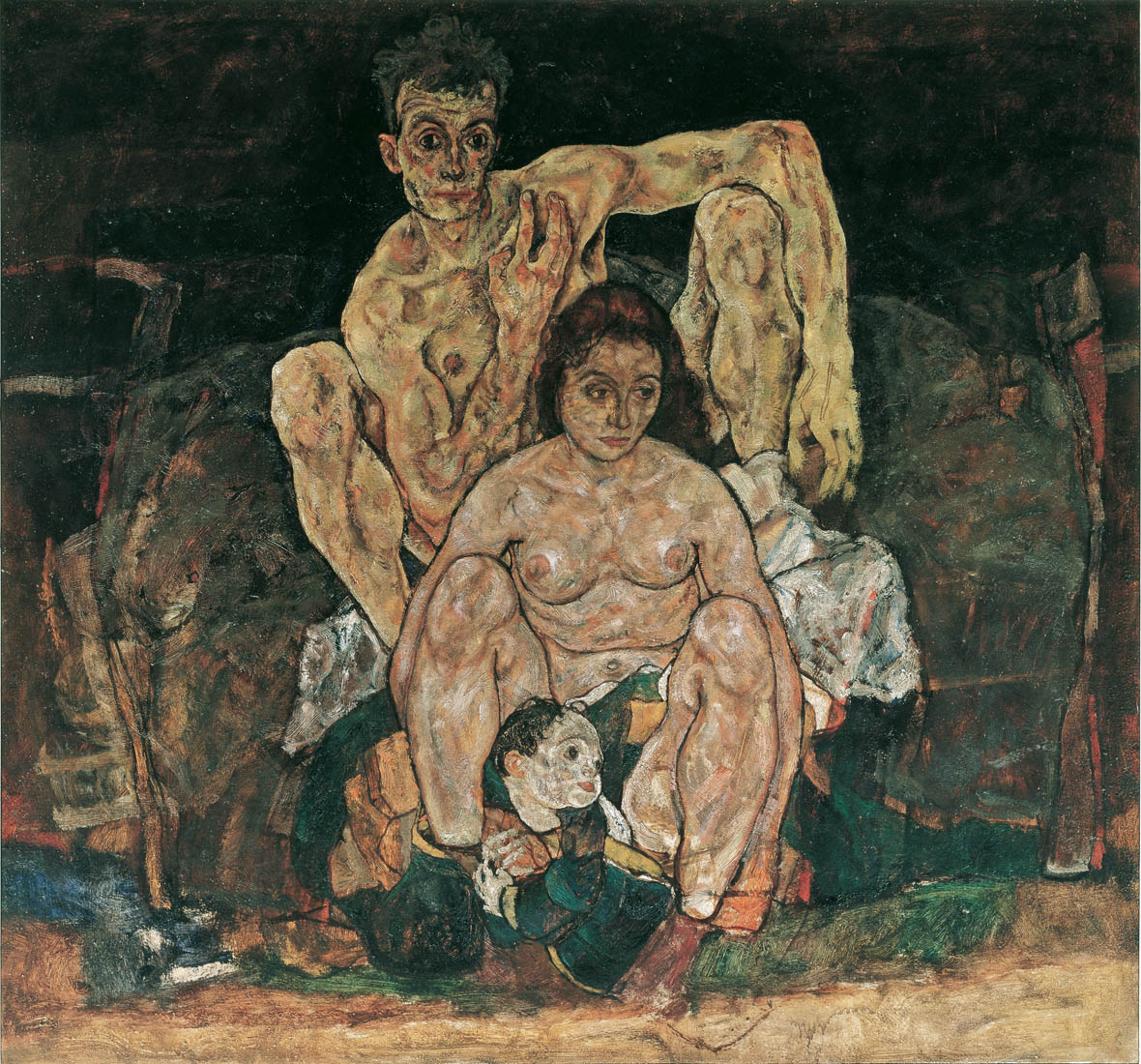
La família (1918)

L'última pintura important realitzada per Schiele va ser una titulada La família (1918). És d'un realisme força inusual en el pintor i documenta la seva situació biogràfica -en aquesta època estava la seva esposa Edith esperant un fill- i el seu desenvolupament en l'art. Presenta un grup de nus, l'home, en què és fàcil reconèixer el mateix autor, es troba assegut sobre un sofà, davant seu, asseguda a terra, apareix la figura d'una dona amb un nen petit entre les seves cames embolcallat en una manta. Destaquen els cossos il·luminats dels personatges adults i la cara del nen sobre el color fosc del fons, els tons cromàtics serveixen en aquesta pintura per a ressaltar els volums corporals, no són línies gruixudes plenes de color, com les seves anteriors pintures. És, de fet, una obra pictòrica que mostra un llenguatge menys agressiu que l'utilitzat anteriorment per Schiele. Malgrat la seva temàtica, el quadre demostra una malenconia sense expressivitat dràstica, les mirades de l'home i de la dona estan perdudes en els seus pensaments; amb això, l'autor trenca la composició del grup unit en una forma quasi circular.

## Obra literària
- Schiele, Egon: Egon Schiele en prisión. Vigo, Maldoror ediciones, 2004. Traducció: Jorge Segovia. ISBN 84-933639-1-X PDF amb el llibre complet i dibuixos. (castellà)
- Schiele, Egon: Yo, eterno niño (Poemas). Vigo, Maldoror ediciones, 2005. Traducció: Jorge Segovia. (castellà)